# Jerzy Gorgoń
Jerzy Paweł Gorgoń (Zabrze, 18 luglio 1949) è un ex calciatore polacco, di ruolo difensore.

## Carriera

### Club
Il biondo difensore polacco, alto 1,92, m era chiamato Il lungo dai suoi compagni di squadra. Iniziò la carriera di calciatore nel piccolo club giovanile del MGKS Mikulczyce, finché nel 1967 venne ingaggiato dal Górnik Zabrze, con il quale vinse 2 Campionati polacchi e 5 Coppe di Polonia, e disputò la finale di Coppa delle Coppe della stagione 1969-1970, perdendo 2-1 contro il Manchester City.
Nel 1970 Gorgoń debuttò nella nazionale polacca, con la quale nel 1972 conquistò la medaglia d'oro alle Olimpiadi di Monaco di Baviera, vincendo per 2-1 la finale contro l'Ungheria. Ma la più grande soddisfazione con la propria nazionale venne ottenuta ai Mondiali 1974 con il terzo posto, dopo avere disputato un brillante torneo.
Partecipò anche ai Mondiali di Argentina 1978, mentre ai successivi Mondiali di Spagna 1982 venne convocato, ma non entrò mai in campo.
Dopo avere chiuso la propria carriera agonistica nel 1983, giocando le ultime 3 stagioni nella squadra svizzera del San Gallo, tentò, ma senza successo, di intraprendere la carriera di allenatore.

## Palmarès

### Giocatore

#### Club
- Campionato polacco: 2

Górnik Zabrze: 1970-1971, 1971-1972
- Coppa di Polonia: 5

Górnik Zabrze: 1968, 1969, 1970, 1971, 1972

#### Nazionale
- Oro olimpico: 1

Monaco di Baviera 1972
- Argento olimpico: 1

Montréal 1976